# Steeve Curpanen
Mike-Steeve Curpanen (ur. 15 maja 1972) – maurytyjski piłkarz grający na pozycji lewego obrońcy. W swojej karierze rozegrał 31 meczów w reprezentacji Mauritiusa.

## Kariera klubowa
Swoją karierę piłkarską Curpanen rozpoczął w klubie Fire Brigade SC. W sezonie 1991/1992 zadebiutował w jego barwach w pierwszej lidze maurytyjskiej. Grał w nim do 2000 roku. Trzykrotnie został z nim mistrzem kraju w sezonach 1992/1993, 1993/1994 i 1998/1999 oraz zdobył cztery Puchar Mauritiusa w latach 1994, 1995, 1997 i 1998. W sezonie 2000/2001 grał w Pamplemousses SC, a w latach 2002-2003 - w Olympique de Moka. W latach 2003–2007 był piłkarzem AS Rivière-du-Rempart, w którym zakończył karierę.

## Kariera reprezentacyjna
W reprezentacji Mauritiusa Curpanen zadebiutował 4 czerwca 1995 roku w przegranym 0:3 meczu kwalifikacji do Pucharu Narodów Afryki z Gabonem. Od 1995 do 2003 wystąpił w kadrze narodowej 31 razy.